# Hondroitin-sulfat-ABC eksolijaza
Hondroitin-sulfat-ABC eksolijaza (EC 4.2.2.21, hondroitinaza, hondroitin ABC eliminaza, hondroitinaza ABC, hondroitin ABC lijaza, hondroitin sulfat ABC lijaza, ChS ABC lijaza, hondroitin sulfat ABC eksoeliminaza, hondroitin sulfat ABC eksolijaza, ChS ABC lijaza II) je enzim sa sistematskim imenom hondroitin-sulfat-ABC eksolijaza. Ovaj enzim katalizuje sledeću hemijsku reakciju
Eksolitičko odvajanje Delta4-nezasićenih disaharidnih ostataka sa neredukujućih krajeva polimernih hondroitin/dermatan sulfata i njihovih oligosaharidnih fragmenata.
Ovaj enzim degradira mnoštvo glikozaminoglikana hondroitin-sulfat- i dermatan-sulfatnog tipa.

## Literatura
- Nicholas C. Price; Lewis Stevens (1999). Fundamentals of Enzymology: The Cell and Molecular Biology of Catalytic Proteins (Third изд.). USA: Oxford University Press. ISBN 019850229X.
- Eric J. Toone (2006). Advances in Enzymology and Related Areas of Molecular Biology, Protein Evolution (Volume 75 изд.). Wiley-Interscience. ISBN 0471205036.
- Branden C; Tooze J. Introduction to Protein Structure. New York, NY: Garland Publishing. ISBN 0-8153-2305-0.
- Irwin H. Segel. Enzyme Kinetics: Behavior and Analysis of Rapid Equilibrium and Steady-State Enzyme Systems (Book 44 изд.). Wiley Classics Library. ISBN 0471303097.

## Spoljašnje veze
- Chondroitin-sulfate-ABC+exolyase на 